# Gerschau (Adelsgeschlecht)

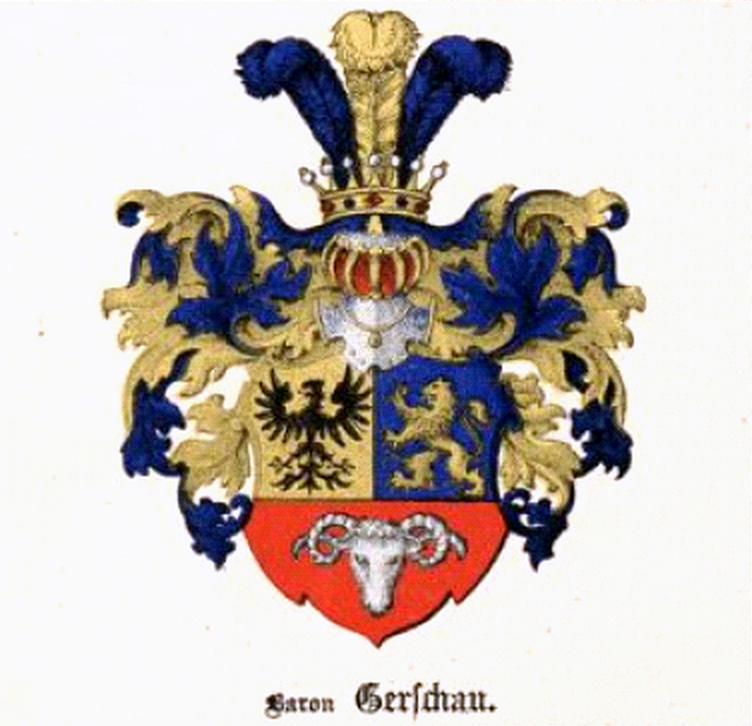
Familienwappen derer von Gerschau

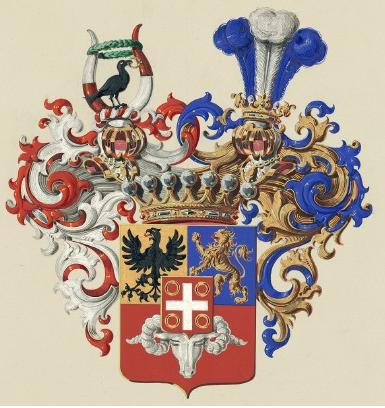
Das vereinte Wappen der Gerschau von Flotows

Gerschau und Gerschau von Flotow ist der Familienname eines kurländischen Adelsgeschlechts, welches von Herzog Peter von Biron abstammte und später die Namenserweiterung zu Gerschau von Flotow erhielt.

## Geschichte
Der uneheliche Sohn des Herzogs Peter von Biron und der Agnes Carolina von Derschau (1740–1783) war der Stammvater des Adelsgeschlechte Gerschau. 1840 wurde die Familie in die Adelsmatrikel der Kurländischen Ritterschaft aufgenommen. Peter von Gerschau und seine Nachkommen wurden 1858 von Heinrich XX. von Reuß zum Baron des Fürstentums Reuß-Greiz erhoben wurde. Am 20. Juni 1860 erhielt der Baron die Bestätigung durch den Senat des Kaiserreich Russlands, sowie die Namenserweiterung auf Gerschau von Flotow. 1898 wurde die Familie mittels eines kaiserlichen Ukas nochmals als Gerschau von Flotow bestätigt.

## Wappen
Das Wappen (1858) ist geteilt, oben gespalten, rechts in Gold ein schwarzer Adler, links in Blau ein goldener Löwe, unten in Rot ein silberner Widderkopf im Visier. Auf dem Helm mit blau-goldenen Decken drei (blau-gold-blau) Straußenfedern.

## Stammfolge
Peter von Biron (* 15. Februar 1724 in Mitau; † 13. Januar 1800 auf Schloss Gellenau), Herzog von Kurland und Semgallen, Geliebte: Agnes von Derschau (1740–1783)
- Peter von Gerschau (* 24. Oktober 1779 in Behnen (Litauen); † 4. Mai 1852 in Kopenhagen[2]) ⚭ Karoline Henriette Schmidt (1784–1848)
  - Emilie von Binzer (1801–1891), Schriftstellerin, ⚭ August Daniel von Binzer (1793–1868)
  - Karl Peter von Gerschau (* 4. Dezember 1802), Generalmajor in der Kaiserlich-russischen Armee ⚭ Marie von Winter (* um 1821)
  - Maria Agnes von Gerschau (1817–1909) ⚭ Bernhard Friedrich von Flotow (1811–1854)
    - Bernhard Friedrich Peter Emil Gerschau von Flotow[3] (* 1853 in Sankt Petersburg; † 1911 in Witebsk), Gouverneur von Witebsk, 1891 erfolgte für ihn und seine Nachkommen die Erweiterung des Adelstands auf „Baron Gerschau von Flotow“ ⚭ Sophie Marie Auguste von Klopmann (* 1863 in Petershagen; † 1938 in Ducherow)

  - Pawel Petrowitsch von Gerschau (1821–1908), Geheimrat (1894), Senator (1894)
  - Alexander Petrowitsch von Gerschau (1825–1904), russischer General der Artillerie
  - Karl Petrowitsch von Gerschau, Generalmajor